# Gürkan Sermeter
Gürkan Sermeter (Wädenswil, Cantón de Zúrich, Suiza, 14 de febrero de 1974) es un futbolista suizo.Su mayor éxito fue el título de campeón con el Grasshopper Club Zúrich en 1995  y jugó durante siete años con los Young Boys de Berna.  

## Carrera
Gürkan Sermeter comenzó su carrera en el Grasshopper-Club Zürich donde no tuvo gran éxito al no convertir goles en esos dos años en el club. Luego entró al BSC Young Boys donde jugó 12 partidos y anotó 10 goles. Desde 1996 a 1998 jugó en el FC Luzern. Después regresó al Grasshopper-Club Zürich donde su estadía duró 2 años jugando 38 partidos y anotando 3 goles. En 2000 entra al BSC Young Boys por segunda vez, esta vez jugando 172 partidos hasta 2006.
Desde mitad del 2006 hasta mitad del 2008 jugó en el FC Aarau de la Super Liga Suiza como centrocampista. Su último puesto como futbolista profesional fue con el AC Bellinzona en la Axpo Super League y en la Challenge League, donde jugó de 2008 a 2012. 

## Clubes
| Club        | País  | Año         |
| ----------- | ----- | ----------- |
| Grasshopper | Suiza | 1993 - 1995 |
| Young Boys  | Suiza | 1995 - 1996 |
| FC Luzern   | Suiza | 1996 - 1998 |
| Grasshopper | Suiza | 1998 - 2000 |
| Young Boys  | Suiza | 2000 - 2006 |
| FC Aarau    | Suiza | 2006 - 2008 |
| Bellinzona  | Suiza | 2008 - 2012 |